# V404 Большого Пса
V404 Большого Пса (лат. V404 Canis Majoris) — двойная затменная переменная звезда типа Алголя (EA) в созвездии Большого Пса на расстоянии приблизительно 3904 световых лет (около 1197 парсеков) от Солнца. Видимая звёздная величина звезды — от +18,4m до +17,45m. Орбитальный период — около 0,4518 суток (10,843 часов).